# Nickerson-Schelfeis
Koordinaten: 75° 45′ S, 145° 0′ W
Das Nickerson-Schelfeis ist ein rund 56 km breites Schelfeis vor dem westlichen Abschnitt der Ruppert-Küste im westantarktischen Marie-Byrd-Land. Es liegt dort nördlich der Einmündung des Siemiatkowski-Gletschers.
Erstmals gesichtet und grob kartiert wurde es von Teilnehmern der US-amerikanischen Byrd Antarctic Expedition (1928–1930). Das Advisory Committee on Antarctic Names benannte es 1966 nach Commander Henry John Nickerson (1918–2002), Administrationsoffizier im Kommandostab der Task Force 43 bei der Operation Deep Freeze des Jahres 1966.